# Titularbistum Sagalassus
Sagalassus ist ein Titularbistum der römisch-katholischen Kirche. 
Es geht zurück auf ein ehemaliges Bistum der antiken Stadt Sagalassos in der kleinasiatischen Landschaft Pisidien in der heutigen Türkei.
| Titularbischöfe von Sagalassus |                                                           |                                                                      |                    |                   |
| Nr.                            | Name                                                      | Amt                                                                  | von                | bis               |
| 1                              | Pierre-Xavier Mugabure MEP Titularerzbischof pro hac vice | Koadjutorerzbischof von Tokio (Japan)                                | 21. März 1902      | 27. Juni 1906     |
| 2                              | Émile-Gabriel Grison SCI                                  | Apostolischer Vikar von Stanley Falls (Demokratische Republik Kongo) | 12. März 1908      | 13. Februar 1942  |
| 3                              | Franciscus Joosten CICM                                   | emeritierter Bischof von Tatung (Republik China)                     | 20. November 1947  | 2. Mai 1948       |
| 4                              | Simon Hoa Nguyên-van Hien                                 | Apostolischer Vikar von Saigon (Vietnam)                             | 20. September 1955 | 24. November 1960 |
| 5                              | Peter Han Kong-ryel                                       | Apostolischer Vikar von Jeonju (Korea)                               | 3. Januar 1961     | 10. März 1962     |
| 6                              | Fortunato da Veiga Coutinho                               | Koadjutorbischof von Belgaum (Indien)                                | 2. Juli 1962       | 15. März 1964     |